# Coming Out on Top
Coming Out on Top – amerykańska niezależna gra komputerowa, stanowiąca połączenie gejowskiego symulatora randkowego i powieści wizualnej, wyprodukowana i wydana przez studio Obscurasoft w 2014 roku.

## Fabuła
Głównym bohaterem gry jest Mark Matthews, który na początku ostatniego roku studiów postanawia ujawnić się jako gej swoim współlokatorom, Penny i Ianowi. Ci namawiają go do znalezienia sobie chłopaka. W zależności od dokonywanych przez gracza wyborów, Mark może poznać kilku innych gejów. Początkowo możliwe jest flirtowanie ze wszystkimi, ostatecznie jednak konieczne jest wybranie jednego, w przeciwnym wypadku postać pozostanie singlem. Gra kończy się wraz z ukończeniem przez Marka, Iana i Penny studiów.

## Rozgrywka
Rozgrywka polega na tych samych założeniach, co w innych powieściach wizualnych. Gracz poprzez wciskanie odpowiedniego klawisza przewija narrację, w kluczowych momentach dokonując wyborów. Poza głównym wątkiem, polegającym na znalezieniu partnera, gracz może również zdecydować się na polepszenie relacji Marka z Ianem i Penny, na naukę w celu otrzymania lepszych ocen na koniec roku bądź na udzielanie korepetycji w celu zarobienia dodatkowych pieniędzy. W momencie odblokowania grafik erotycznych, stają się one dostępne w galerii, skąd można je przeglądać w dowolnym momencie. W grze znajduje się opcja pozwalająca włączyć lub wyłączyć zarost i owłosienie ciała każdego bohatera z osobna, jak również używania lub nieużywania prezerwatyw.
Po premierze gra uzupełniana była o darmową zawartość do pobrania – dziewięć dodatkowych randek, na które Mark może wybrać się po skorzystaniu z aplikacji randkowej. Spotkania takie mają własne linie fabularne, są jednak znacznie krótsze niż te dostępne w wątku fabularnym.

## Produkcja
Gra została zrealizowana w wyniku udanej kampanii crowdfundingowej w serwisie Kickstarter. Abby Lee, działająca pod pseudonimem artystycznym Obscurasoft, po jej zakończeniu wydawała kolejne wersje alfa gry dla członków społeczności w celu ich testowania i zbierania informacji.
Coming Out on Top, w pierwotnym założeniu stanowiące zachodni odpowiednik inspirowanych anime produkcji yaoi, bara i slash fiction, opracowane zostało na darmowym silniku do gier Ren’Py. Podczas gdy Lee odpowiadała za scenariusz, projekt postaci oraz częściowo za programowanie, za projekt scen odpowiadał „Doubleleaf”, za tła „Badriel”, zaś za pozostałą część programowania „Saguaro”. Ze względu na częste zmiany scenariusza, jedną z najdłużej tworzonych postaci był Brad. Lee podczas pracy nad grą pozostawała w ciągłym kontakcie ze społecznością. Przykładowo, w pewnym momencie usunięty został utrzymany w poważnym tonie scenariusz, w którym główny bohater ujawnia swoją orientację seksualną rodzicom. Kiedy społeczność zauważyła, że gra w ogóle nie porusza tego wątku, został on przywrócony, jednak w znacznie lżejszym, komediowym tonie.
Pierwsza wersja beta gry została opublikowana w 2013 roku, jednak ze względu na treści pornograficzne, nie ukazała się na platformie Steam. W połowie 2017 roku gra została zaakceptowana w programie Steam Greenlight, a udostępniona na platformie Valve kilka miesięcy później.
Twórcy otrzymali wiele pozytywnych komentarzy i wiadomości od społeczności gejowskiej, dziękujących za stworzenie symulatora randkowego koncentrującego się wyłącznie na związkach gejowskich. Lee stwierdziła, że Coming Out on Top „nie jest ani grą pornograficzną, ani jej celem nie jest komentarz społeczny ani polityczny. To bazująca na historii gra o związkach, mająca być zabawna i rozrywkowa”.

## Odbiór
Recenzent serwisu Gaming Revolution stwierdził, że gra jest zabawna i pozwala heteroseksualnemu mężczyźnie wyobrazić sobie, jak to jest być gejem. Według Cary Ellison z portalu  Rock, Paper, Shotgun, Coming Out on Top ma jeden z najlepiej napisanych scenariuszy w gatunku gier będących komediami romantycznymi. Recenzent magazynu „Paste” uznał, że gra stanowi zmarnowany potencjał na zaprezentowanie pełnego spektrum postaci LGBITQ+, a zamiast tego koncentruje się na już utartych archetypach. Część krytyków chwaliła również humorystyczny scenariusz, w którym Mark, nie związawszy się z żadnym z mężczyzn, może nawiązać romans ze swoją złotą rybką.
Abby Lee wyjawiła, że początkowy sceptycyzm ze strony społeczności gejowskiej wynikał z obaw o to, czy heteroseksualna kobieta będzie w stanie zrozumieć gejów, głosy krytyki zniknęły jednak po opublikowaniu wersji demonstracyjnej. Drugim poważnym zarzutem wobec gry było zbytnie skupienie się na jednym tylko rodzaju sylwetek postaci. Lee przyznała, że w grze rzeczywiście znajduje się zbyt dużo postaci posiadających ciała, które uważa za atrakcyjne, ważniejsze było dla niej jednak, żeby w Coming Out on Top znalazły się scenariusze koncentrujących się na realistycznym przedstawieniu Azjatów i Afroamerykanów.